# 伊頓 (新罕布什爾州)
伊頓（英語：Eaton）是一個位於美國新罕布什爾州卡羅爾縣的鎮。

## 人口
根據2020年美國人口普查的數據，伊頓的面積為66.30平方千米，當中陸地面積為62.90平方千米，而水域面積為3.40平方千米。當地共有人口405人，而人口密度為每平方千米6人。